# ماروبتي
هي مدينة تقع في مقاطعة ريدجو كالابريا في إيطاليا .

## السكان
في سنة 1861 بلغ عدد السكان 2٬079 نسمة، وتطور العدد ليصل في سنة 2011 لـ 1٬583 نسمة.
يظهر هذا المخطط البياني تطور النمو السكاني لـ ماروبتي